# Aleksandra Kurzak

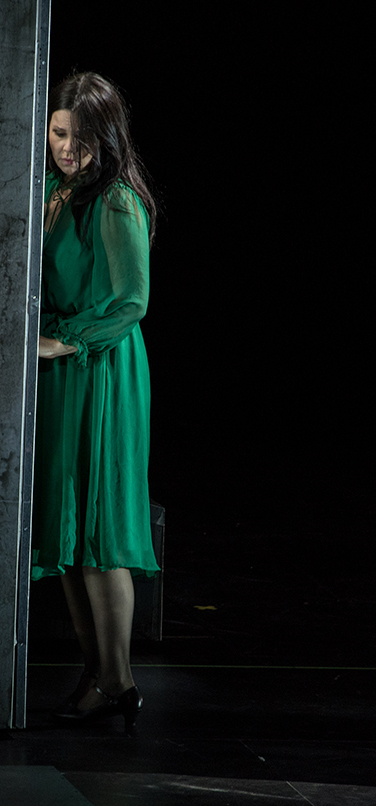
Aleksandra Kurzak in La Juive

Aleksandra Kurzak (Brzeg Dolny, 7 agosto 1977) è un soprano polacco.

## Biografia e carriera
Aleksandra Kurzak inizia gli studi musicali a 7 anni suonando violino e pianoforte, successivamente studia canto ai conservatori di Breslavia ed a quello di Amburgo. A 21 anni debutta all'Opera di Breslavia nel ruolo di Susanna in Le nozze di Figaro, insieme alla madre Jolanta Żmurko, nel ruolo della Contessa. Ha vinto concorsi canori a Varsavia, Barcellona, Helsinki e Canton.
Dal 2001 al 2007, Aleksandra Kurzak canta per l'Opera di Amburgo nei ruoli di Regina della Notte, Blonde, Susanna, Servilia, Marzelline in Fidelio, Nanetta in Falstaff (Verdi), Ännchen in Der Freischütz, Gilda, Adèle, Gretel in Hansel und Gretel, Maid in Powder her Face, Musetta, Cleopatra, Fiorilla ne Il turco in Italia, Marie ne La Fille du Régiment. Nel 2002 canta nella première di Amburgo di "Achill unter den Mädchen" di Olga Neuwirth.
Nel dicembre 2004, Aleksandra debutta come Olympia in Les contes d'Hoffmann con Ramón Vargas al Metropolitan Opera House di New York, dove nel 2008 sarà anche Blonde in Die Entführung aus dem Serail con Diana Damrau, nel 2009 Gilda in Rigoletto e nel 2011 Gretel in Hänsel e Gretel (opera).
Nel luglio 2005 debutta al Royal Opera House-Covent Garden di Londra come Aspasia in Mitridate, re di Ponto, e sullo stesso palco londinese i ruoli di Norina in Don Pasquale nel 2006, Adina ne L'elisir d'amore nel 2007, nel 2008 Susanna ne Le nozze di Figaro con Anna Bonitatibus e Barbara Frittoli e Matilde in Matilde di Shabran con Juan Diego Flórez, nel 2010 Donna Fiorilla ne Il turco in Italia, nel 2011 Rosina ne Il barbiere di Siviglia (Rossini) e nel 2012 Susanna ed Adina ne L'elisir d'amore con Roberto Alagna. Fino ad oggi ha partecipato a 65 rappresentazioni londinesi.
Al Wiener Staatsoper debutta nel 2008 come Rosina ne Il barbiere di Siviglia, è Adina nel 2011, Susanna nel 2012 e Marie ne La Fille du Regiment e Violetta Valéry ne La traviata nel 2013.
Nel febbraio 2010, debutta al Teatro alla Scala di Milano come Gilda in Rigoletto con Leo Nucci, tornando nel 2012 nel ruolo di Susanna nella prima rappresentazione di Le Nozze di Figaro e nel 2014 come La Comtesse de Formoutiers ne Le Comte Ory diretta da Donato Renzetti con Flórez.
Oltre ai teatri citati in precedenza la Kurzak si è esibita alla Berlin Staatsoper come la Regina della Notte e Violetta nel 2011, al Teatro Regio di Parma ed al Théâtre du Capitole di Toulouse come Gilda, alla Bavarian State Opera di Monaco come Cleopatra, Adele e Rosina, al Teatro Massimo di Palermo come Norina, al Lyric Opera di Chicago come Blonde nel 2008, al Salzburg Festival, alla National Opera House di Helsinki come Gilda, al Palau de les Arts di Valencia come Adina, alla National Opera House di Varsavia (Gilda nel 2009, Violetta nel 2010 e Lucia nel 2011), al Teatro Regio di Torino come Violetta nel 2011, al Mozart Festival di A Coruña ed al Welsh National Opera di Cardiff come Aspasia, alla Finnish National Opera come Gilda, al Theater an der Wien come Donna Anna ed Amenaide, al Teatro La Fenice di Venezia come Donna Anna in Don Giovanni (opera) nel 2010, al Seattle Opera  come Lucia, al Teatro Real di Madrid come Susanna, all'Arena di Verona come Rosina nel 2011, Juliette in Roméo et Juliette con John Osvborn nel 2012 e Gilda con Leo Nucci nel 2013 ed al Los Angeles Opera come Fiordiligi in Così fan tutte nel 2011.
Nel 2012 è Gilda in Rigoletto al San Francisco Opera e Mimì ne La bohème  al Teatro di San Carlo di Napoli.
Nel 2013 è Adina con Rolando Villazón al Gran Teatre del Liceu, Gilda all'Opera di Zurigo diretta da Fabio Luisi ed all'Opera di Stato della Baviera e tiene un recital all'Opera di Francoforte sul Meno/Oper Frankfurt ed a Bad Kissingen.
Dal 2013 è la compagna del tenore Roberto Alagna, dal quale ha avuto un figlio.
Nel 2014 è Violetta Valéry alla Deutsche Oper Berlin, Donna Fiorilla ne Il turco in Italia all'Opera di Amburgo, Elvira ne I puritani a Bilbao ed Adina all'Opera di Stato della Baviera.
Nel 2015 vince l'International Opera Awards.
Nel 2019, il 21 giugno, è Violetta all'Arena di Verona, con la regia postuma di Franco Zeffirelli.

## Repertorio
| Ruolo               | Titolo                        | Autore      |
| ------------------- | ----------------------------- | ----------- |
| Marzelline          | Fidelio                       | Beethoven   |
| Giulietta Capuleti  | I Capuleti e i Montecchi      | Bellini     |
| Elvira              | I Puritani                    | Bellini     |
| Micaela             | Carmen                        | Bizet       |
| Adina               | L'elisir d'amore              | Donizetti   |
| Maria Stuarda       | Maria Stuarda                 | Donizetti   |
| Lucia Ashton        | Lucia di Lammermoor           | Donizetti   |
| Marie               | La fille du régiment          | Donizetti   |
| Norina              | Don Pasquale                  | Donizetti   |
| Juliette            | Roméo et Juliette             | Gounod      |
| Cleopatra           | Giulio Cesare in Egitto       | Händel      |
| Rachel              | La Juive                      | Halévy      |
| Gretel              | Hänsel und Gretel             | Humperdinck |
| Nedda               | Pagliacci                     | Leoncavallo |
| Santuzza            | Cavalleria rusticana          | Mascagni    |
| Aspasia             | Mitridate, re di Ponto        | Mozart      |
| Blonde              | Die Entführung aus dem Serail | Mozart      |
| Susanna             | Le nozze di Figaro            | Mozart      |
| Donna Anna          | Don Giovanni                  | Mozart      |
| Fiordiligi          | Così fan tutte                | Mozart      |
| Königin der Nacht   | Die Zauberflöte               | Mozart      |
| Servilia Vitellia   | La clemenza di Tito           | Mozart      |
| Olympia             | Les contes d'Hoffmann         | Offenbach   |
| Mimì Musetta        | La bohème                     | Puccini     |
| Cio-Cio-San         | Madama Butterfly              | Puccini     |
| Tosca               | Tosca                         | Puccini     |
| Liù                 | Turandot                      | Puccini     |
| Amenaide            | Tancredi                      | Rossini     |
| Donna Fiorilla      | Il turco in Italia            | Rossini     |
| Rosina              | Il barbiere di Siviglia       | Rossini     |
| Matilde             | Matilde di Shabran            | Rossini     |
| Adele               | Le comte Ory                  | Rossini     |
| Luisa Miller        | Luisa Miller                  | Verdi       |
| Gilda               | Rigoletto                     | Verdi       |
| Violetta Valery     | La traviata                   | Verdi       |
| Desdemona           | Otello                        | Verdi       |
| Alice Ford Nannetta | Falstaff                      | Verdi       |
| Ännchen             | Der Freischütz                | Weber       |

## CD parziale
- Chopin: Songs - Kurzak/Kwiecien/Goerner, 2010 Fryderyk Chopin Society - Disco d'oro in Polonia
- Rossini, Bel raggio lusinghier. Arie da opere - Kurzak/Morandi/Sinf. Varsovia, 2012 Decca
- Kurzak, Gioia! Arie d'opera - Wellber/Orch. Com.Valenciana - 2010 Decca - Disco d'oro in Polonia dopo tre settimane dall'uscita.
- Kurzak, Hej, Kolęda! - Aleksandra Kurzak/Sebastian Karpiel-Bułecka, 2012 Decca - Disco d'oro in Polonia